# Schizomavella auriculata
Schizomavella auriculata is een mosdiertjessoort uit de familie van de Bitectiporidae. De wetenschappelijke naam van de soort is voor het eerst geldig gepubliceerd in 1842 door Hassall.